# Simple messieurs de tennis aux Jeux olympiques de 1920
Cet article présente les résultats détaillés du simple messieurs de l'édition 1920 des compétitions de tennis aux Jeux olympiques d'été qui se déroule du 23 au 28 août 1920.

## Résultats

### Finales
|               | Date     | Nom et lieu du tournoi          | Dot. | Surf.        | Vainqueur       | Finaliste       | Score              |
| Finale        | 23/08/20 | Jeux Olympiques d'été Antwerpen | 0 $  | Gazon (ext.) | Louis Raymond   | Ichiya Kumagae  | 5-7, 6-4, 7-5, 6-4 |
| Petite finale | 23/08/20 | Jeux Olympiques d'été Antwerpen | 0 $  | Gazon (ext.) | Charles Winslow | Oswald Turnbull | Forfait            |